# Списак епизода серије Ургентни центар (српска ТВ серија)

Ургентни центар је српска телевизијска серија медицинске тематике, коју снима Емошн продукција.
Прва сезона је емитована од 6. октобра 2014. године до 2. фебруара 2015. године; друга од 17. септембра 2018. до 4. јуна 2019. године; трећа од 15. септембра 2020. године до 25. маја 2021. године и четврта сезона током 2023. године.
Серија Ургентни центар тренутно броји 4 сезоне и 246 епизода.

## Преглед
| Сезона | Сезона | Епизоде | Епизоде | Оригинално емитовање | Оригинално емитовање |
| Сезона | Сезона | Епизоде | Епизоде | Премијера            | Финале               |
| ------ | ------ | ------- | ------- | -------------------- | -------------------- |
|        | 1.     | 16      | 16      | 6. октобар 2014.     | 2. фебруар 2015.     |
|        | 2.     | 60      | 60      | 17. септембар 2018.  | 4. јун 2019.         |
|        | 3.     | 70      | 70      | 15. септембар 2020.  | 26. мај 2021.        |
|        | 4.     | 100     | 100     | 14. септембар 2023.  | 18. март 2025.       |

## Епизоде

### 1. сезона (2014−15)
| Бр. у серији | Бр. у сезони | Назив                 | Редитељ          | Сценариста      | Премијерно емитовање |
| ------------ | ------------ | --------------------- | ---------------- | --------------- | -------------------- |
| 1            | 1            | "24 часа (1. део)"    | Стеван Филиповић | Сара Радојковић | 6. октобар 2014.     |
| 2            | 2            | "24 часа (2. део)"    | Дејан Зечевић    | Сара Радојковић | 13. октобар 2014.    |
| 3            | 3            | "Дан први"            | Дејан Зечевић    | Сара Радојковић | 20. октобар 2014.    |
| 4            | 4            | "Одлазак кући"        | Дејан Зечевић    | Сара Радојковић | 27. октобар 2014.    |
| 5            | 5            | "Саобраћајна несрећа" | Дејан Зечевић    | Сара Радојковић | 3. новембар 2014.    |
| 6            | 6            | "За лаку ноћ"         | Дејан Зечевић    | Сара Радојковић | 10. новембар 2014.   |
| 7            | 7            | "Хладноћа Београда"   | Дејан Зечевић    | Сара Радојковић | 17. новембар 2014.   |
| 8            | 8            | "Савршен дан"         | Дејан Зечевић    | Сара Радојковић | 24. новембар 2014.   |
| 9            | 9            | "Одрастање"           | Дејан Зечевић    | Сара Радојковић | 1. децембар 2014.    |
| 10           | 10           | "Поверљиво из УЦ-а"   | Дејан Зечевић    | Сара Радојковић | 8. децембар 2014.    |
| 11           | 11           | "Уторак после Ускрса" | Дејан Зечевић    | Сара Радојковић | 15. децембар 2014.   |
| 12           | 12           | "Романтика"           | Дејан Зечевић    | Сара Радојковић | 5. јануар 2015.      |
| 13           | 13           | "Средњи век"          | Дејан Зечевић    | Сара Радојковић | 12. јануар 2015.     |
| 14           | 14           | "Срећни добитник"     | Стеван Филиповић | Сара Радојковић | 19. јануар 2015.     |
| 15           | 15           | "Нестали"             | Дејан Зечевић    | Сара Радојковић | 26. јануар 2015.     |
| 16           | 16           | "5. јун 2014."        | Стеван Филиповић | Сара Радојковић | 2. фебруар 2015.     |

### 2. сезона (2018−19)
| Бр. у серији | Бр. у сезони | Назив                                 | Редитељ              | Сценариста        | Пpемијерно емитовање |
| ------------ | ------------ | ------------------------------------- | -------------------- | ----------------- | -------------------- |
| 17           | 1            | „Нека буду два срца”                  | Небојша Радосављевић | Марко Бацковић    | 17. септембар 2018.  |
| 18           | 2            | „Рођендан”                            | Небојша Радосављевић | Марко Бацковић    | 18. септембар 2018.  |
| 19           | 3            | „Несаница у Београду”                 | Небојша Радосављевић | Марко Бацковић    | 24. септембар 2018.  |
| 20           | 4            | „Порођај”                             | Небојша Радосављевић | Марко Бацковић    | 25. септембар 2018.  |
| 21           | 5            | „Пун месец суботом увече”             | Небојша Радосављевић | Марко Бацковић    | 1. октобар 2018.     |
| 22           | 6            | „Кула од карата”                      | Данило Бећковић      | Марко Бацковић    | 2. октобар 2018.     |
| 23           | 7            | „Људи смишљају, бог се смеје”         | Данило Бећковић      | Сара Радојковић   | 8. октобар 2018.     |
| 24           | 8            | „Љубав међу рушевинама”               | Данило Бећковић      | Сара Радојковић   | 9. октобар 2018.     |
| 25           | 9            | „Мајчинство”                          | Данило Бећковић      | Сара Радојковић   | 15. октобар 2018.    |
| 26           | 10           | „Све старо је опет ново”              | Данило Бећковић      | Сара Радојковић   | 16. октобар 2018.    |
| 27           | 11           | „Добродошао назад, Ристићу”           | Небојша Радосављевић | Марко Бацковић    | 22. октобар 2018.    |
| 28           | 12           | „Летња трка”                          | Небојша Радосављевић | Марко Бацковић    | 23. октобар 2018.    |
| 29           | 13           | „Учини неком, научи неког, уби неког” | Небојша Радосављевић | Сара Радојковић   | 29. октобар 2018.    |
| 30           | 14           | „Који живот?”                         | Небојша Радосављевић | Сара Радојковић   | 30. октобар 2018.    |
| 31           | 15           | „А са дететом их је двоје”            | Небојша Радосављевић | Марко Бацковић    | 5. новембар 2018.    |
| 32           | 16           | „Овакви дани”                         | Данило Бећковић      | Сара Радојковић   | 6. новембар 2018.    |
| 33           | 17           | „Пакао и окно лифта”                  | Данило Бећковић      | Сара Радојковић   | 12. новембар 2018.   |
| 34           | 18           | „Тајни делилац”                       | Данило Бећковић      | Сара Радојковић   | 13. новембар 2018.   |
| 35           | 19           | „Дом”                                 | Данило Бећковић      | Сара Радојковић   | 19. новембар 2018.   |
| 36           | 20           | „Чудо се дешава овде”                 | Данило Бећковић      | Сара Радојковић   | 20. новембар 2018.   |
| 37           | 21           | „Мртвило лета”                        | Владимир Петровић    | Сара Радојковић   | 26. новембар 2018.   |
| 38           | 22           | „Истините лажи”                       | Владимир Петровић    | Владимир Петровић | 27. новембар 2018.   |
| 39           | 23           | „Није лако бити Павловић”             | Владимир Петровић    | Марко Бацковић    | 3. децембар 2018.    |
| 40           | 24           | „Исправна ствар”                      | Владимир Петровић    | Марко Бацковић    | 4. децембар 2018.    |
| 41           | 25           | „Даривање деце”                       | Владимир Петровић    | Марко Бацковић    | 10. децембар 2018.   |
| 42           | 26           | „Исцелитељи”                          | Небојша Радосављевић | Марко Бацковић    | 11. децембар 2018.   |
| 43           | 27           | „Игра упадања”                        | Небојша Радосављевић | Марко Бацковић    | 17. децембар 2018.   |
| 44           | 28           | „Смена у ноћи”                        | Небојша Радосављевић | Марко Бацковић    | 18. децембар 2018.   |
| 45           | 29           | „Пожар у утроби”                      | Небојша Радосављевић | Сара Радојковић   | 24. децембар 2018.   |
| 46           | 30           | „Болест непознатог порекла”           | Небојша Радосављевић | Сара Радојковић   | 25. децембар 2018.   |
| 47           | 31           | „Узми ова сломљена крила”             | Бојан Вук Косовчевић | Сара Радојковић   | 25. фебруар 2019.    |
| 48           | 32           | „Др. Никола Ристић”                   | Бојан Вук Косовчевић | Сара Радојковић   | 26. фебруар 2019.    |
| 49           | 33           | „Др. Ристић, претпостављам”           | Бојан Вук Косовчевић | Сара Радојковић   | 4. март 2019.        |
| 50           | 34           | „Нека игра почне”                     | Бојан Вук Косовчевић | Сара Радојковић   | 5. март 2019.        |
| 51           | 35           | „Не питај, не говори”                 | Бојан Вук Косовчевић | Сара Радојковић   | 11. март 2019.       |
| 52           | 36           | „Последњи позив”                      | Бојан Вук Косовчевић | Сара Радојковић   | 12. март 2019.       |
| 53           | 37           | „Духови”                              | Бојан Вук Косовчевић | Сара Радојковић   | 18. март 2019.       |
| 54           | 38           | „Страх од летења”                     | Бојан Вук Косовчевић | Сара Радојковић   | 19. март 2019.       |
| 55           | 39           | „Нема мозга, нема електронике”        | Бојан Вук Косовчевић | Сара Радојковић   | 25. март 2019.       |
| 56           | 40           | „Одлазак”                             | Бојан Вук Косовчевић | Сара Радојковић   | 26. март 2019.       |
| 57           | 41           | „Не питај ме ништа, нећу да те лажем” | Небојша Радосављевић | Сара Радојковић   | 1. април 2019.       |
| 58           | 42           | „Бескућници”                          | Небојша Радосављевић | Сара Радојковић   | 2. април 2019.       |
| 59           | 43           | „Ноћна смена”                         | Небојша Радосављевић | Сара Радојковић   | 8. април 2019.       |
| 60           | 44           | „Посмртно”                            | Небојша Радосављевић | Сара Радојковић   | 9. април 2019.       |
| 61           | 45           | „Будале богаташке”                    | Небојша Радосављевић | Сара Радојковић   | 15. април 2019.      |
| 62           | 46           | „Ко је сад срећан?”                   | Катарина Живановић   | Сара Радојковић   | 16. април 2019.      |
| 63           | 47           | „Дуги обилазак”                       | Катарина Живановић   | Сара Радојковић   | 22. април 2019.      |
| 64           | 48           | „Вера”                                | Катарина Живановић   | Сара Радојковић   | 23. април 2019.      |
| 65           | 49           | „Племена”                             | Катарина Живановић   | Сара Радојковић   | 29. април 2019.      |
| 66           | 50           | „Живота ти”                           | Катарина Живановић   | Сара Радојковић   | 30. април 2019.      |
| 67           | 51           | „Позив др. Грујић”                    | Небојша Радосављевић | Сара Радојковић   | 6. мај 2019.         |
| 68           | 52           | „Насумични чинови”                    | Небојша Радосављевић | Сара Радојковић   | 7. мај 2019.         |
| 69           | 53           | „Пожели жељу”                         | Небојша Радосављевић | Сара Радојковић   | 13. мај 2019.        |
| 70           | 54           | „Још један за пут”                    | Небојша Радосављевић | Сара Радојковић   | 14. мај 2019.        |
| 71           | 55           | „Заседа”                              | Небојша Радосављевић | Сара Радојковић   | 20. мај 2019.        |
| 72           | 56           | „Нешто ново”                          | Катарина Живановић   | Сара Радојковић   | 21. мај 2019.        |
| 73           | 57           | „Пријатељска ватра”                   | Катарина Живановић   | Сара Радојковић   | 27. мај 2019.        |
| 74           | 58           | „Кад се грана сломи”                  | Катарина Живановић   | Сара Радојковић   | 28. мај 2019.        |
| 75           | 59           | „Добар додир, лош додир”              | Катарина Живановић   | Сара Радојковић   | 3. јун 2019.         |
| 76           | 60           | „Нулта тачка”                         | Катарина Живановић   | Сара Радојковић   | 4. јун 2019.         |

### 3. сезона (2020−21)
| Бр. еп. (укупно) | Бр. еп. (у сезони) | Наслов                                 | Редитељ                       | Сценариста                                                     | Премијера           |
| ---------------- | ------------------ | -------------------------------------- | ----------------------------- | -------------------------------------------------------------- | ------------------- |
| 77               | 1                  | „Очеви и синови”                       | Катарина Живановић            | Неда Радуловић, Јелена Вуксановић, Неда Гојковић и Вида Басара | 15. септембар 2020. |
| 78               | 2                  | „Парада наказа”                        | Александра Елчић Челановић    | Неда Радуловић, Јелена Вуксановић, Неда Гојковић и Вида Басара | 16. септембар 2020. |
| 79               | 3                  | „Ометање истраге”                      | Александра Елчић Челановић    | Неда Радуловић, Јелена Вуксановић, Неда Гојковић и Вида Басара | 17. септембар 2020. |
| 80               | 4                  | „Је л' видиш исто што и ја?”           | Александра Елчић Челановић    | Неда Радуловић, Јелена Вуксановић, Неда Гојковић и Вида Басара | 22. септембар 2020. |
| 81               | 5                  | „Мисли на нешто лепо”                  | Александра Елчић Челановић    | Неда Радуловић, Јелена Вуксановић, Неда Гојковић и Вида Басара | 23. септембар 2020. |
| 82               | 6                  | „Оштро олакшање”                       | Александра Елчић Челановић    | Неда Радуловић, Јелена Вуксановић, Неда Гојковић и Вида Басара | 24. септембар 2020. |
| 83               | 7                  | „Мештеровићев избор”                   | Катарина Живановић            | Неда Радуловић, Јелена Вуксановић, Неда Гојковић и Вида Басара | 29. септембар 2020. |
| 84               | 8                  | „Породична пракса”                     | Катарина Живановић            | Неда Радуловић, Јелена Вуксановић, Неда Гојковић и Вида Басара | 30. септембар 2020. |
| 85               | 9                  | „Катастрофа”                           | Катарина Живановић            | Неда Радуловић, Јелена Вуксановић, Неда Гојковић и Вида Басара | 1. октобар 2020.    |
| 86               | 10                 | „Старатељ мог брата”                   | Катарина Живановић            | Неда Радуловић, Јелена Вуксановић, Неда Гојковић и Вида Басара | 6. октобар 2020.    |
| 87               | 11                 | „Крвави неред”                         | Катарина Живановић            | Неда Радуловић, Јелена Вуксановић, Неда Гојковић и Вида Басара | 7. октобар 2020.    |
| 88               | 12                 | „Реакција храбрости”                   | Коста Ђорђевић                | Неда Радуловић, Јелена Вуксановић, Неда Гојковић и Вида Басара | 8. октобар 2020.    |
| 89               | 13                 | „Нијансе сиве”                         | Коста Ђорђевић                | Неда Радуловић, Јелена Вуксановић, Неда Гојковић и Вида Басара | 13. октобар 2020.   |
| 90               | 14                 | „Због ранијег кајања и будућег страха” | Коста Ђорђевић                | Неда Радуловић, Јелена Вуксановић, Неда Гојковић и Вида Басара | 14. октобар 2020.   |
| 91               | 15                 | „Пате мала деца”                       | Коста Ђорђевић                | Неда Радуловић, Јелена Вуксановић, Неда Гојковић и Вида Басара | 15. октобар 2020.   |
| 92               | 16                 | „Рупа у срцу”                          | Коста Ђорђевић                | Неда Радуловић, Јелена Вуксановић, Неда Гојковић и Вида Басара | 20. октобар 2020.   |
| 93               | 17                 | „Дан за Николићеву”                    | Александра Елчић Челановић    | Неда Радуловић, Јелена Вуксановић, Неда Гојковић и Вида Басара | 21. октобар 2020.   |
| 94               | 18                 | „Делић секунде”                        | Александра Елчић Челановић    | Неда Радуловић, Јелена Вуксановић, Неда Гојковић и Вида Басара | 22. октобар 2020.   |
| 95               | 19                 | „Они лече, је л' да”                   | Александра Елчић Челановић    | Неда Радуловић, Јелена Вуксановић, Неда Гојковић и Вида Басара | 27. октобар 2020.   |
| 96               | 20                 | „Чин нестајања”                        | Александра Елчић Челановић    | Неда Радуловић, Јелена Вуксановић, Неда Гојковић и Вида Басара | 28. октобар 2020.   |
| 97               | 21                 | „Лакрдија”                             | Александра Елчић Челановић    | Неда Радуловић, Јелена Вуксановић, Неда Гојковић и Вида Басара | 29. октобар 2020.   |
| 98               | 22                 | „Залепљен за тебе”                     | Александра Елчић Челановић    | Неда Радуловић, Јелена Вуксановић, Неда Гојковић и Вида Басара | 3. новембар 2020.   |
| 99               | 23                 | „Исцрпљеност и сукоб”                  | Катарина Живановић            | Неда Радуловић, Јелена Вуксановић, Неда Гојковић и Вида Басара | 4. новембар 2020.   |
| 100              | 24                 | „Добра борба”                          | Катарина Живановић            | Неда Радуловић, Јелена Вуксановић, Неда Гојковић и Вида Басара | 5. новембар 2020.   |
| 101              | 25                 | „Дечак”                                | Катарина Живановић            | Неда Радуловић, Јелена Вуксановић, Неда Гојковић и Вида Басара | 10. новембар 2020.  |
| 102              | 26                 | „Чудотворац”                           | Катарина Живановић            | Неда Радуловић, Јелена Вуксановић, Неда Гојковић и Вида Басара | 11. новембар 2020.  |
| 103              | 27                 | „Нико не воли Снежану Лечић”           | Катарина Живановић            | Неда Радуловић, Јелена Вуксановић, Неда Гојковић и Вида Басара | 12. новембар 2020.  |
| 104              | 28                 | „Лек”                                  | Ненад Огњеновић               | Неда Радуловић, Јелена Вуксановић, Неда Гојковић и Вида Басара | 17. новембар 2020.  |
| 105              | 29                 | „Дагицин избор”                        | Ненад Огњеновић               | Неда Радуловић, Јелена Вуксановић, Неда Гојковић и Вида Басара | 18. новембар 2020.  |
| 106              | 30                 | „Олуја (1. део)”                       | Ненад Огњеновић               | Неда Радуловић, Јелена Вуксановић, Неда Гојковић и Вида Басара | 19. новембар 2020.  |
| 107              | 31                 | „Олуја (2. део)”                       | Ненад Огњеновић               | Неда Радуловић, Јелена Вуксановић, Неда Гојковић и Вида Басара | 25. новембар 2020.  |
| 108              | 32                 | „Богу иза ногу”                        | Иван Јевтовић                 | Неда Радуловић, Јелена Вуксановић, Неда Гојковић и Вида Басара | 26. новембар 2020.  |
| 109              | 33                 | „Дрвље и камење”                       | Ненад Огњеновић               | Неда Радуловић, Јелена Вуксановић, Неда Гојковић и Вида Басара | 1. децембар 2020.   |
| 110              | 34                 | „Ствар порекла”                        | Срђан Микић и Станислав Симић | Неда Радуловић, Јелена Вуксановић, Неда Гојковић и Вида Басара | 2. децембар 2020.   |
| 111              | 35                 | „Летње лудорије”                       | Срђан Микић и Станислав Симић | Неда Радуловић, Јелена Вуксановић, Неда Гојковић и Вида Басара | 3. децембар 2020.   |
| 112              | 36                 | „Струја”                               | Срђан Микић и Станислав Симић | Неда Радуловић, Јелена Вуксановић, Неда Гојковић и Вида Басара | 8. децембар 2020.   |
| 113              | 37                 | „Одговорне стране”                     | Срђан Микић и Станислав Симић | Неда Радуловић, Јелена Вуксановић, Неда Гојковић и Вида Басара | 9. децембар 2020.   |
| 114              | 38                 | „Упознавање тебе”                      | Срђан Микић и Станислав Симић | Неда Радуловић, Јелена Вуксановић, Неда Гојковић и Вида Басара | 10. децембар 2020.  |
| 115              | 39                 | „То ће Коларова”                       | Милан Тодоровић               | Неда Радуловић, Јелена Вуксановић, Неда Гојковић и Вида Басара | 15. децембар 2020.  |
| 116              | 40                 | „Последњи обреди”                      | Милан Тодоровић               | Неда Радуловић, Јелена Вуксановић, Неда Гојковић и Вида Басара | 16. децембар 2020.  |
| 117              | 41                 | „Радак пун зависти”                    | Милан Тодоровић               | Неда Радуловић, Јелена Вуксановић, Неда Гојковић и Вида Басара | 17. децембар 2020.  |
| 118              | 42                 | „Греси очева”                          | Милан Тодоровић               | Неда Радуловић, Јелена Вуксановић, Неда Гојковић и Вида Басара | 22. децембар 2020.  |
| 119              | 43                 | „Истина и последице”                   | Милан Тодоровић               | Неда Радуловић, Јелена Вуксановић, Неда Гојковић и Вида Басара | 23. децембар 2020.  |
| 120              | 44                 | „Мир дивљине”                          | Милан Тодоровић               | Неда Радуловић, Јелена Вуксановић, Неда Гојковић и Вида Басара | 24. децембар 2020.  |
| 121              | 45                 | „Фолклор и око њега”                   | Катарина Живановић            | Неда Радуловић, Јелена Вуксановић, Неда Гојковић и Вида Басара | 29. децембар 2020.  |
| 122              | 46                 | „Оркански висови”                      | Катарина Живановић            | Неда Радуловић, Јелена Вуксановић, Неда Гојковић и Вида Басара | 30. децембар 2020.  |
| 123              | 47                 | „Како се одбија операција”             | Катарина Живановић            | Неда Радуловић, Јелена Вуксановић, Неда Гојковић и Вида Басара | 9. март 2021.       |
| 124              | 48                 | „Породичне ствари”                     | Катарина Живановић            | Неда Радуловић, Јелена Вуксановић, Неда Гојковић и Вида Басара | 10. март 2021.      |
| 125              | 49                 | „Кад нема воде”                        | Катарина Живановић            | Неда Радуловић, Јелена Вуксановић, Неда Гојковић и Вида Басара | 16. март 2021.      |
| 126              | 50                 | „Вања долази”                          | Ненад Огњеновић               | Неда Радуловић, Јелена Вуксановић, Неда Гојковић и Вида Басара | 17. март 2021.      |
| 127              | 51                 | „Буди и даље у мом срцу”               | Ненад Огњеновић               | Неда Радуловић, Јелена Вуксановић, Неда Гојковић и Вида Басара | 23. март 2021.      |
| 128              | 52                 | „Смрт у породици”                      | Ненад Огњеновић               | Неда Радуловић, Јелена Вуксановић, Неда Гојковић и Вида Басара | 24. март 2021.      |
| 129              | 53                 | „Бити болесник”                        | Ненад Огњеновић               | Неда Радуловић, Јелена Вуксановић, Неда Гојковић и Вида Басара | 30. март 2021.      |
| 130              | 54                 | „Под контролом”                        | Ненад Огњеновић               | Неда Радуловић, Јелена Вуксановић, Неда Гојковић и Вида Басара | 31. март 2021.      |
| 131              | 55                 | „Ваљане могућности”                    | Ненад Огњеновић               | Неда Радуловић, Јелена Вуксановић, Неда Гојковић и Вида Басара | 6. април 2021.      |
| 132              | 56                 | „Недаће”                               | Коста Ђорђевић                | Неда Радуловић, Јелена Вуксановић, Неда Гојковић и Вида Басара | 7. април 2021.      |
| 133              | 57                 | „Најбржа година”                       | Коста Ђорђевић                | Неда Радуловић, Јелена Вуксановић, Неда Гојковић и Вида Басара | 13. април 2021.     |
| 134              | 58                 | „Незавршени послови”                   | Коста Ђорђевић                | Неда Радуловић, Јелена Вуксановић, Неда Гојковић и Вида Басара | 14. април 2021.     |
| 135              | 59                 | „Тако слатка туга”                     | Коста Ђорђевић                | Неда Радуловић, Јелена Вуксановић, Неда Гојковић и Вида Басара | 20. април 2021.     |
| 136              | 60                 | „Упомоћ”                               | Коста Ђорђевић                | Неда Радуловић, Јелена Вуксановић, Неда Гојковић и Вида Басара | 21. април 2021.     |
| 137              | 61                 | „Долазак кући”                         | Александра Елчић Челановић    | Неда Радуловић, Јелена Вуксановић, Неда Гојковић и Вида Басара | 27. април 2021.     |
| 138              | 62                 | „Песак и вода”                         | Александра Елчић Челановић    | Неда Радуловић, Јелена Вуксановић, Неда Гојковић и Вида Басара | 28. април 2021.     |
| 139              | 63                 | „Хаос напада”                          | Александра Елчић Челановић    | Неда Радуловић, Јелена Вуксановић, Неда Гојковић и Вида Басара | 4. мај 2021.        |
| 140              | 64                 | „Петровићев повратак”                  | Александра Елчић Челановић    | Неда Радуловић, Јелена Вуксановић, Неда Гојковић и Вида Басара | 5. мај 2021.        |
| 141              | 65                 | „Шта је са Луком?”                     | Александра Елчић Челановић    | Неда Радуловић, Јелена Вуксановић, Неда Гојковић и Вида Басара | 11. мај 2021.       |
| 142              | 66                 | „Посета”                               | Катарина Живановић            | Неда Радуловић, Јелена Вуксановић, Неда Гојковић и Вида Басара | 12. мај 2021.       |
| 143              | 67                 | „Спаси ме”                             | Катарина Живановић            | Неда Радуловић, Јелена Вуксановић, Неда Гојковић и Вида Басара | 18. мај 2021.       |
| 144              | 68                 | „Болест и поремећај”                   | Катарина Живановић            | Неда Радуловић, Јелена Вуксановић, Неда Гојковић и Вида Басара | 19. мај 2021.       |
| 145              | 69                 | „Тумор”                                | Катарина Живановић            | Неда Радуловић, Јелена Вуксановић, Неда Гојковић и Вида Басара | 25. мај 2021.       |
| 146              | 70                 | „Операција”                            | Катарина Живановић            | Неда Радуловић, Јелена Вуксановић, Неда Гојковић и Вида Басара | 26. мај 2021.       |

### 4. сезона (2023−25)
| Бр. еп. (укупно) | Бр. еп. (у сезони) | Наслов                                 | Редитељ            | Сценариста           | Премијера           |
| ---------------- | ------------------ | -------------------------------------- | ------------------ | -------------------- | ------------------- |
| 147              | 1                  | "Неко се враћа кући"                   | Коста Ђорђевић     | Већи број сценариста | 14. септембар 2023. |
| 148              | 2                  | "Предаја"                              | Коста Ђорђевић     | Већи број сценариста | 15. септембар 2023. |
| 149              | 3                  | "То ће бити готово"                    | Коста Ђорђевић     | Већи број сценариста | 21. септембар 2023. |
| 150              | 4                  | "Шетња по шуми"                        | Коста Ђорђевић     | Већи број сценариста | 22. септембар 2023. |
| 151              | 5                  | "Раскршће"                             | Владимир Петровић  | Већи број сценариста | 28. септембар 2023. |
| 152              | 6                  | "Лов у мутном"                         | Коста Ђорђевић     | Већи број сценариста | 29. септембар 2023. |
| 153              | 7                  | "Опстанак најјачих"                    | Коста Ђорђевић     | Већи број сценариста | 5. октобар 2023.    |
| 154              | 8                  | "Немам изговор"                        | Коста Ђорђевић     | Већи број сценариста | 6. октобар 2023.    |
| 155              | 9                  | "Далеки предели"                       | Коста Ђорђевић     | Већи број сценариста | 13. октобар 2023.   |
| 156              | 10                 | "Страх од везивања"                    | Коста Ђорђевић     | Већи број сценариста | 19. октобар 2023.   |
| 157              | 11                 | "Помирење на помолу"                   | Коста Ђорђевић     | Већи број сценариста | 20. октобар 2023.   |
| 158              | 12                 | "Бес"                                  | Катарина Живановић | Већи број сценариста | 26. октобар 2023.   |
| 159              | 13                 | "На четири стране"                     | Катарина Живановић | Већи број сценариста | 27. октобар 2023.   |
| 160              | 14                 | "Што дуже останеш..."                  | Катарина Живановић | Већи број сценариста | 2. новембар 2023.   |
| 161              | 15                 | "Крв, шећер, секс, чаролија"           | Катарина Живановић | Већи број сценариста | 3. новембар 2023.   |
| 162              | 16                 | "Никад не реци никад"                  | Катарина Живановић | Већи број сценариста | 9. новембар 2023.   |
| 163              | 17                 | "Све испочетка"                        | Катарина Живановић | Већи број сценариста | 10. новембар 2023.  |
| 164              | 18                 | "Листа жеља"                           | Катарина Живановић | Већи број сценариста | 16. новембар 2023.  |
| 165              | 19                 | "Понуде и потражње"                    | Катарина Живановић | Већи број сценариста | 17. новембар 2023.  |
| 166              | 20                 | "Ако треба да паднем из милости"       | Катарина Живановић | Већи број сценариста | 23. новембар 2023.  |
| 167              | 21                 | "Умерено облачно, местимично са кишом" | Катарина Живановић | Већи број сценариста | 24. новембар 2023.  |
| 168              | 22                 | "Где ћеш?"                             | Катарина Живановић | Већи број сценариста | 30. новембар 2023.  |
| 169              | 23                 | "Бићу кући"                            | Марија Перовић     | Већи број сценариста | 1. децембар 2023.   |
| 170              | 24                 | "Непоправљиво"                         | Марија Перовић     | Већи број сценариста | 7. децембар 2023.   |
| 171              | 25                 | "Низ реку живота"                      | Марија Перовић     | Већи број сценариста | 8. децембар 2023.   |
| 172              | 26                 | "Штета је начињена"                    | Марија Перовић     | Већи број сценариста | 14. децембар 2023.  |
| 173              | 27                 | "Једноставан окрет судбине"            | Марија Перовић     | Већи број сценариста | 15. децембар 2023.  |
| 174              | 28                 | "Све ти је у глави"                    | Марија Перовић     | Већи број сценариста | 23. децембар 2024.  |
| 175              | 29                 | "Сексуално образовање"                 | Марија Перовић     | Већи број сценариста | 24. децембар 2024.  |
| 176              | 30                 | "Биогени"                              | Марија Перовић     | Већи број сценариста | 25. децембар 2024.  |
| 177              | 31                 | "Нови лекар"                           | Марија Перовић     | Већи број сценариста | 26. децембар 2024.  |
| 178              | 32                 | "Браћа и сестре"                       | Марија Перовић     | Већи број сценариста | 27. децембар 2024.  |
| 179              | 33                 | "Интимизирање"                         | Владимир Петровић  | Већи број сценариста | 28. децембар 2024.  |
| 180              | 34                 | "Карантин (1. део)"                    | Владимир Петровић  | Већи број сценариста | 30. децембар 2024.  |
| 181              | 35                 | "Теорија хаоса (2. део)"               | Владимир Петровић  | Већи број сценариста | 31. децембар 2024.  |
| 182              | 36                 | "Поново мртав"                         | Владимир Петровић  | Већи број сценариста | 1. јануар 2025.     |
| 183              | 37                 | "Побуна"                               | Владимир Петровић  | Већи број сценариста | 2. јануар 2025.     |
| 184              | 38                 | "Ходај као човек"                      | Владимир Петровић  | Већи број сценариста | 3. јануар 2025.     |
| 185              | 39                 | "Безнадежна рана"                      | Владимир Петровић  | Већи број сценариста | 4. јануар 2025.     |
| 186              | 40                 | "Човек може само да се нада"           | Владимир Петровић  | Већи број сценариста | 8. јануар 2025.     |
| 187              | 41                 | "Неће ништа да те боли"                | Владимир Петровић  | Већи број сценариста | 9. јануар 2025.     |
| 188              | 42                 | "Судар"                                | Владимир Петровић  | Већи број сценариста | 10. јануар 2025.    |
| 189              | 43                 | "Најближа родбина"                     | Миливој Пухловски  | Већи број сценариста | 11. јануар 2025.    |
| 190              | 44                 | "Ретроспектива (1. део)"               | Миливој Пухловски  | Већи број сценариста | 13. јануар 2025.    |
| 191              | 45                 | "Премор (2. део)"                      | Миливој Пухловски  | Већи број сценариста | 14. јануар 2025.    |
| 192              | 46                 | "Трудноћа"                             | Миливој Пухловски  | Већи број сценариста | 16. јануар 2025.    |
| 193              | 47                 | "Све је добро што се добро сврши"      | Миливој Пухловски  | Већи број сценариста | 17. јануар 2025.    |
| 194              | 48                 | "Пуцњава"                              | Миливој Пухловски  | Већи број сценариста | 18. јануар 2025.    |
| 195              | 49                 | "Без обавеза"                          | Миливој Пухловски  | Већи број сценариста | 20. јануар 2025.    |
| 196              | 50                 | "Нестао"                               | Миливој Пухловски  | Већи број сценариста | 21. јануар 2025.    |
| 197              | 51                 | "Потрага"                              | Миливој Пухловски  | Већи број сценариста | 22. јануар 2025.    |
| 198              | 52                 | "Хиљаду ждралова"                      | Миливој Пухловски  | Већи број сценариста | 23. јануар 2025.    |
| 199              | 53                 | "Кламидија"                            | Миливој Пухловски  | Већи број сценариста | 24. јануар 2025.    |
| 200              | 54                 | "Ко нађе, његово"                      | Миливој Пухловски  | Већи број сценариста | 25. јануар 2025.    |
| 201              | 55                 | "Ствари се мењају"                     | Миливој Пухловски  | Већи број сценариста | 27. јануар 2025.    |
| 202              | 56                 | "Гунгула"                              | Срђан Микић        | Већи број сценариста | 28. јануар 2025.    |
| 203              | 57                 | "Спољни послови"                       | Срђан Микић        | Већи број сценариста | 29. јануар 2025.    |
| 204              | 58                 | "Кад ноћна сретне дневну"              | Срђан Микић        | Већи број сценариста | 30. јануар 2025.    |
| 205              | 59                 | "У установи"                           | Срђан Микић        | Већи број сценариста | 31. јануар 2025.    |
| 206              | 60                 | "Шта сад?"                             | Срђан Микић        | Већи број сценариста | 1. фебруар 2025.    |
| 207              | 61                 | "Изгубљени"                            | Срђан Микић        | Већи број сценариста | 3. фебруар 2025.    |
| 208              | 62                 | "Драга Вања"                           | Срђан Микић        | Већи број сценариста | 4. фебруар 2025.    |
| 209              | 63                 | "Смене се дешавају"                    | Срђан Микић        | Већи број сценариста | 5. фебруар 2025.    |
| 210              | 64                 | "Сташа"                                | Срђан Микић        | Већи број сценариста | 6. фебруар 2025.    |
| 211              | 65                 | "Опште добро"                          | Срђан Микић        | Већи број сценариста | 7. фебруар 2025.    |
| 212              | 66                 | "Ускоковићев терор"                    | Коста Ђорђевић     | Већи број сценариста | 8. фебруар 2025.    |
| 213              | 67                 | "Слободан пад"                         | Коста Ђорђевић     | Већи број сценариста | 10. фебруар 2025.   |
| 214              | 68                 | "Комеморација"                         | Коста Ђорђевић     | Већи број сценариста | 11. фебруар 2025.   |
| 215              | 69                 | "Матеа"                                | Коста Ђорђевић     | Већи број сценариста | 12. фебруар 2025.   |
| 216              | 70                 | "Опасно стање"                         | Коста Ђорђевић     | Већи број сценариста | 13. фебруар 2025.   |
| 217              | 71                 | "Неонатологија"                        | Коста Ђорђевић     | Већи број сценариста | 14. фебруар 2025.   |
| 218              | 72                 | "Нађи Мештеровића"                     | Коста Ђорђевић     | Већи број сценариста | 15. фебруар 2025.   |
| 219              | 73                 | "Контрола импулса"                     | Коста Ђорђевић     | Већи број сценариста | 17. фебруар 2025.   |
| 220              | 74                 | "Крвна сродства"                       | Коста Ђорђевић     | Већи број сценариста | 18. фебруар 2025.   |
| 221              | 75                 | "Опрости и заборави"                   | Коста Ђорђевић     | Већи број сценариста | 19. фебруар 2025.   |
| 222              | 76                 | "Специјализанткиња"                    | Павле Вучковић     | Већи број сценариста | 20. фебруар 2025.   |
| 223              | 77                 | "Где има дима"                         | Павле Вучковић     | Већи број сценариста | 21. фебруар 2025.   |
| 224              | 78                 | "Обичан додир"                         | Павле Вучковић     | Већи број сценариста | 22. фебруар 2025.   |
| 225              | 79                 | "Вањина пацијенткиња"                  | Павле Вучковић     | Већи број сценариста | 24. фебруар 2025.   |
| 226              | 80                 | "Суноврат"                             | Павле Вучковић     | Већи број сценариста | 25. фебруар 2025.   |
| 227              | 81                 | "Вожња (1. део)"                       | Павле Вучковић     | Већи број сценариста | 26. фебруар 2025.   |
| 228              | 82                 | "Једна је на путу (2. део)"            | Павле Вучковић     | Већи број сценариста | 27. фебруар 2025.   |
| 229              | 83                 | "Отета"                                | Павле Вучковић     | Већи број сценариста | 28. фебруар 2025.   |
| 230              | 84                 | "Без Мештеровића"                      | Павле Вучковић     | Већи број сценариста | 1. март 2025.       |
| 231              | 85                 | "Страх"                                | Павле Вучковић     | Већи број сценариста | 3. март 2025.       |
| 232              | 86                 | "Стажистин водич кроз галаксију"       | Милутин Петровић   | Већи број сценариста | 4. март 2025.       |
| 233              | 87                 | "Време смрти"                          | Милутин Петровић   | Већи број сценариста | 5. март 2025.       |
| 234              | 88                 | "Пуцањ у тами"                         | Милутин Петровић   | Већи број сценариста | 6. март 2025.       |
| 235              | 89                 | "Беше ноћ"                             | Милутин Петровић   | Већи број сценариста | 7. март 2025.       |
| 236              | 90                 | "Кожа"                                 | Милутин Петровић   | Већи број сценариста | 8. март 2025.       |
| 237              | 91                 | "Само се повежи"                       | Милутин Петровић   | Већи број сценариста | 10. март 2025.      |
| 238              | 92                 | "Бубрег"                               | Милутин Петровић   | Већи број сценариста | 10. март 2025.      |
| 239              | 93                 | "Посредник"                            | Милутин Петровић   | Већи број сценариста | 11. март 2025.      |
| 240              | 94                 | "Сами у гомили"                        | Миливој Пухловски  | Већи број сценариста | 11. март 2025.      |
| 241              | 95                 | "Тамо и овде"                          | Миливој Пухловски  | Већи број сценариста | 12. март 2025.      |
| 242              | 96                 | "Повратак у свет"                      | Миливој Пухловски  | Већи број сценариста | 12. март 2025.      |
| 24               | 97                 | "Одбијање неге"                        | Миливој Пухловски  | Већи број сценариста | 14. март 2025.      |
| 244              | 98                 | "Пацијент Радаковић"                   | Миливој Пухловски  | Већи број сценариста | 17. март 2025.      |
| 245              | 99                 | "Ту си"                                | Миливој Пухловски  | Већи број сценариста | 18. март 2025.      |
| 246              | 100                | "Посао мора да се настави"             | Миливој Пухловски  | Већи број сценариста | 18. март 2025.      |